# Pachycondyla melanaria
Pachycondyla melanaria är en myrart som först beskrevs av Carlo Emery 1893.  Pachycondyla melanaria ingår i släktet Pachycondyla och familjen myror.

## Underarter
Arten delas in i följande underarter:
- P. m. macra
- P. m. melanaria

## Bildgalleri

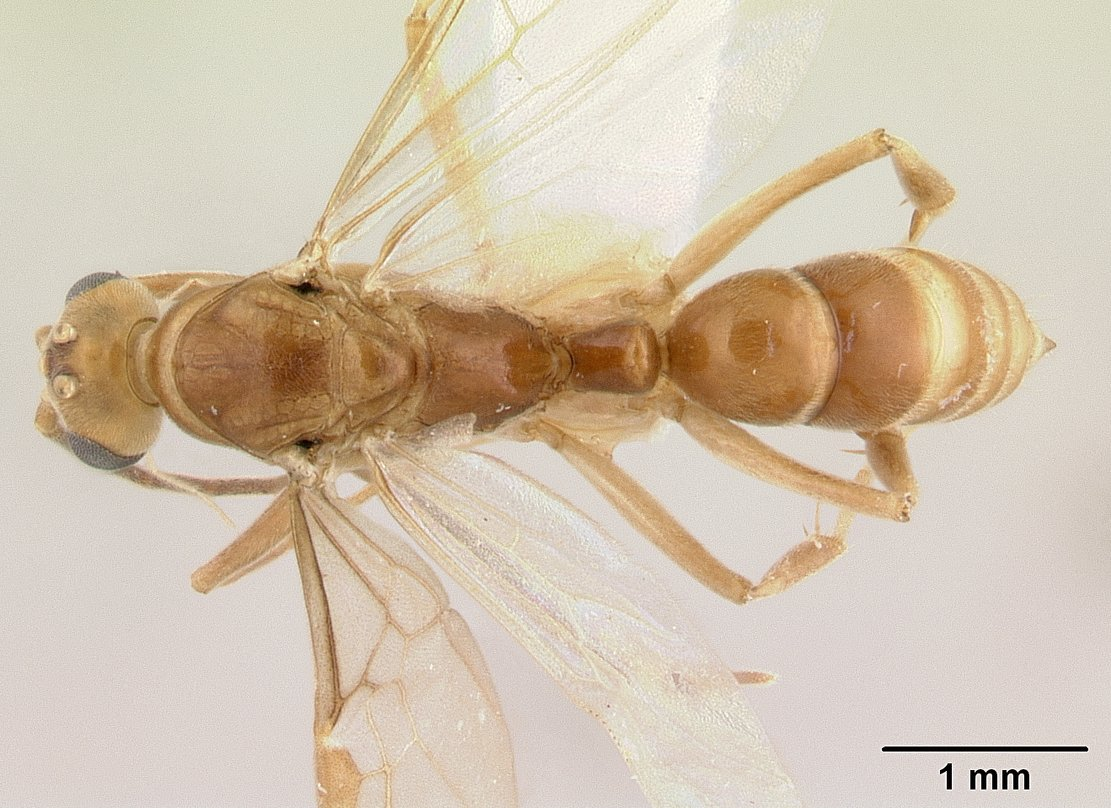
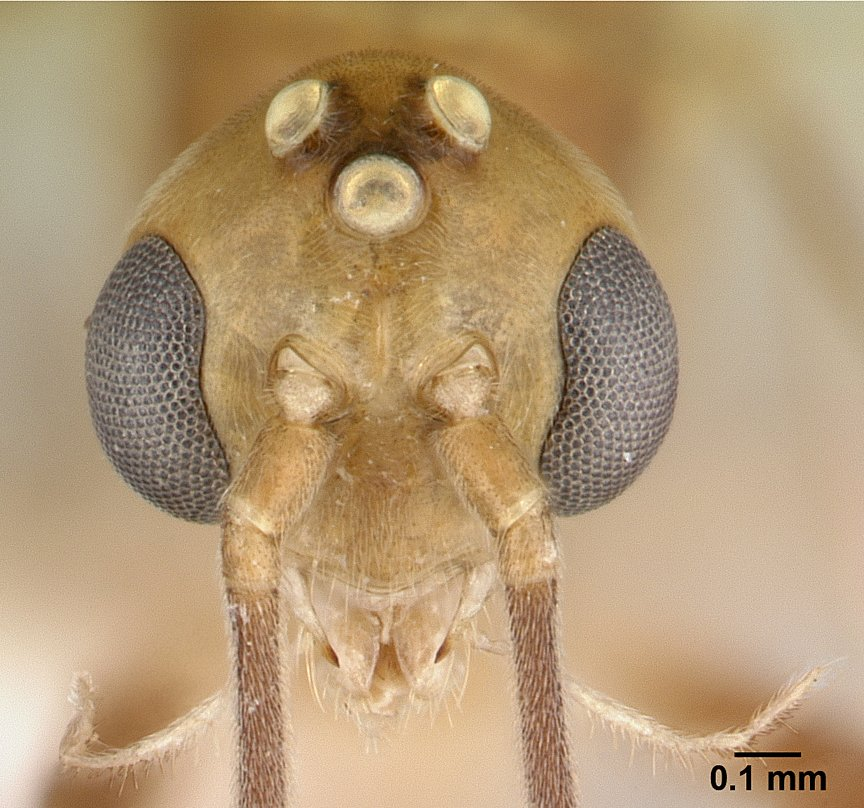
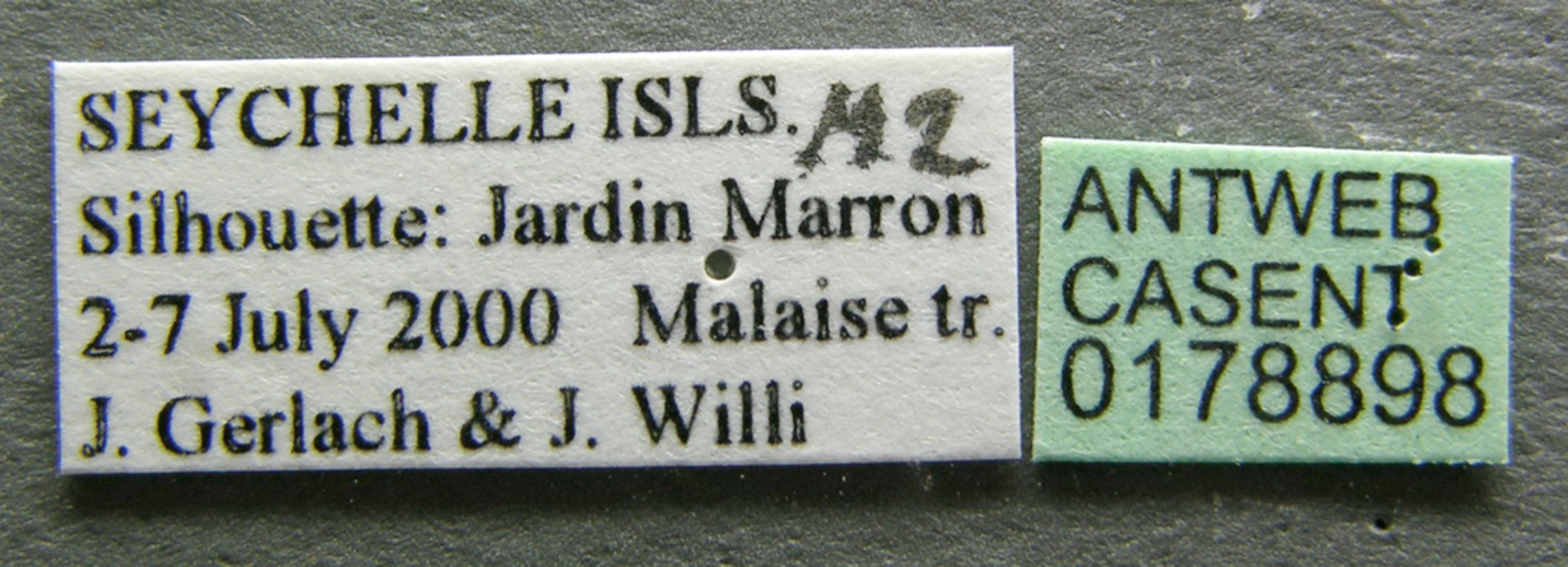
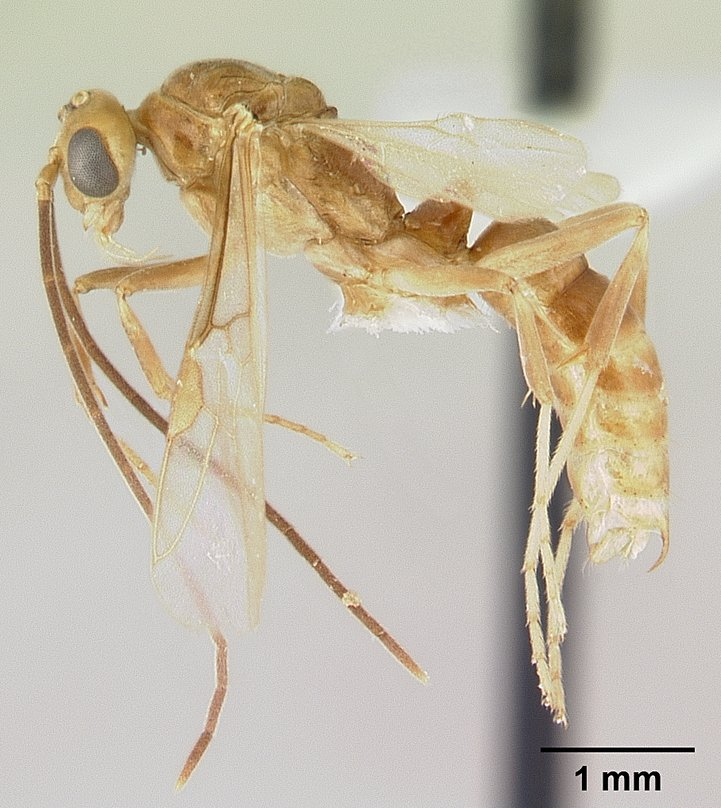
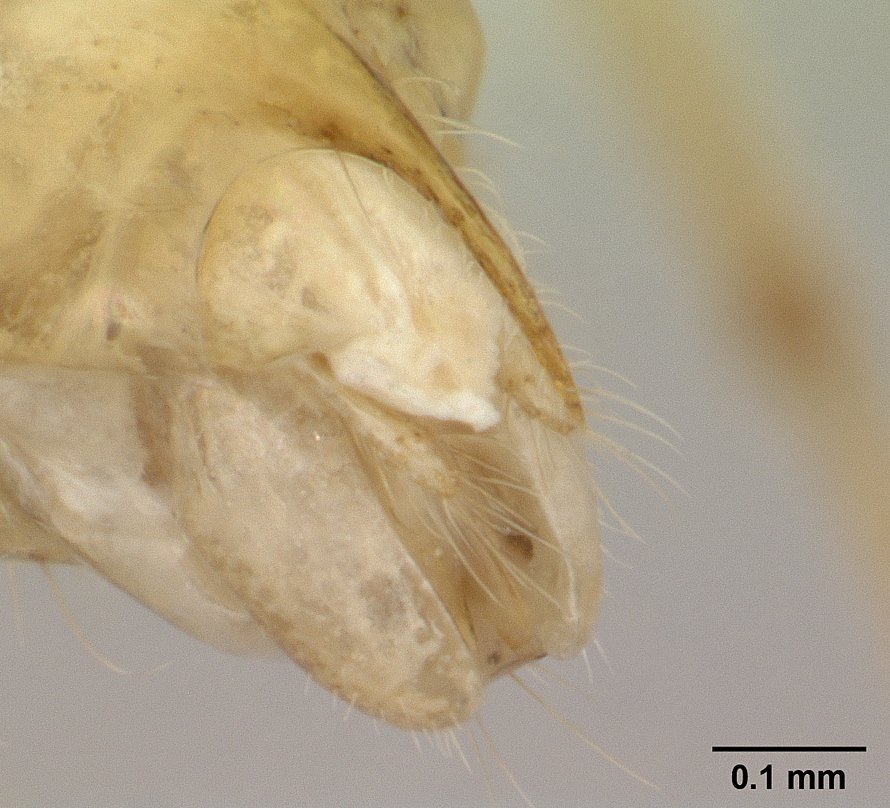
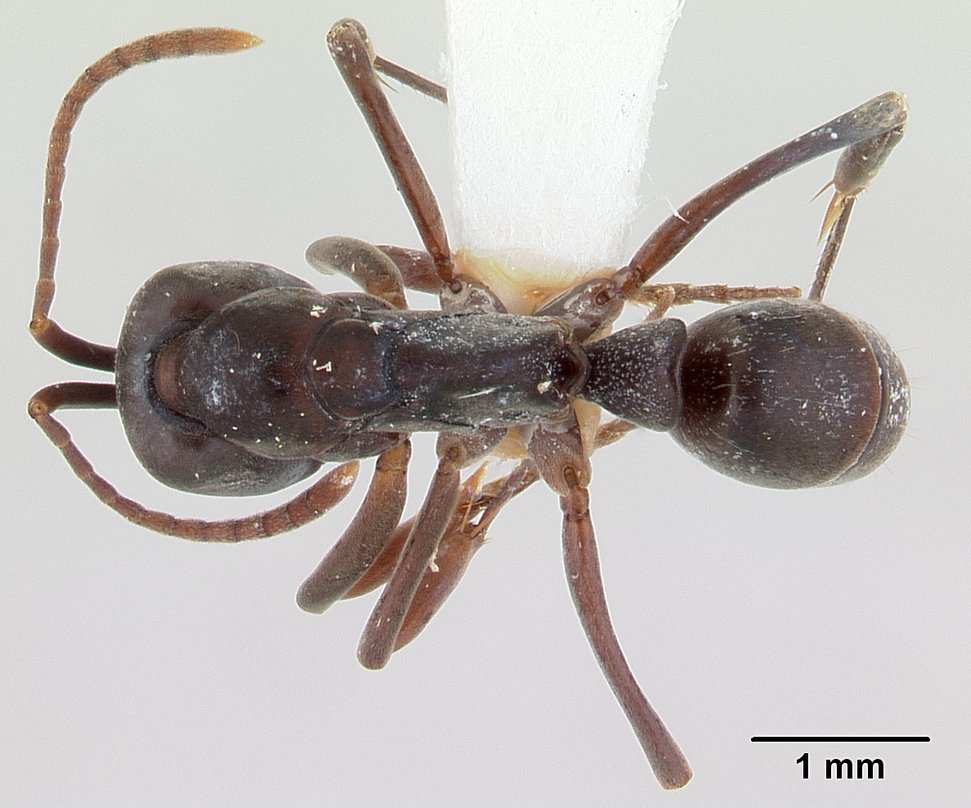